# Ивановичи (Могилёвская область)
Ива́новичи (бел. Іванавічы) — деревня в составе Сухаревского сельсовета Могилёвского района Могилёвской области Республики Беларусь.

## Население
- 2010 год — 21 человек